# Tserkezi
Tserkezi (Chiftlik) (griechisch Τσερκέζ (Τσιφλίκ), türkisch Çerkez (Çiftliği)) ist eine Gemeinde im Bezirk Limassol in der Republik Zypern. Bei der Volkszählung im Jahr 2021 hatte sie 52 Einwohner.

## Name
Der Name des Dorfes kommt von den türkischen Wörtern çerkez und çiftlik. Nach der Ansiedlung der Tscherkessen im Jahr 1864 wurde das Gebiet Tserkezi Chiftlik genannt.

## Lage und Umgebung

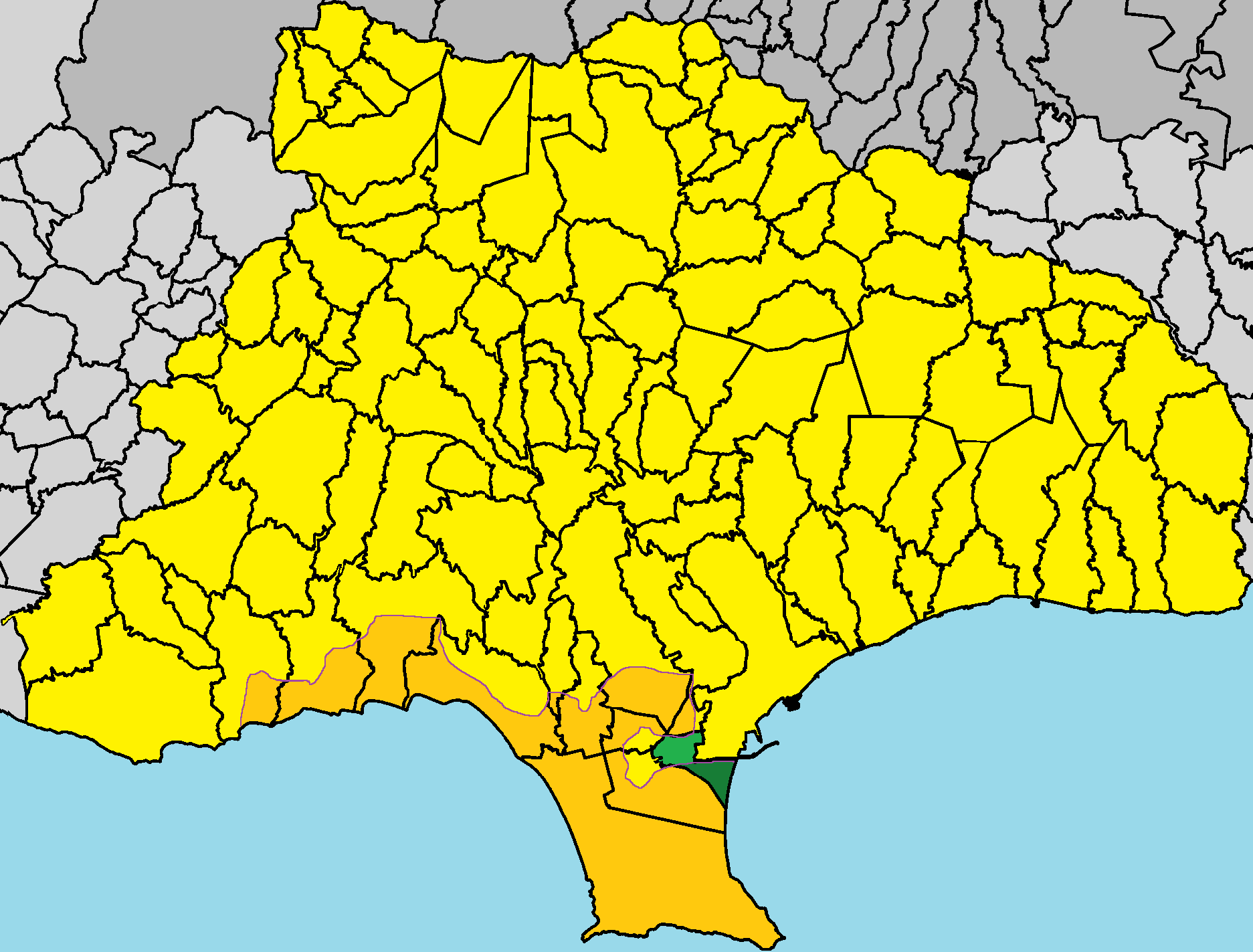
Lage im Bezirk Limassol

Tserkezi liegt im Süden der Mittelmeerinsel Zypern, neben der Stadt Limassol. Das 9,09853 Quadratkilometer große Dorf grenzt im Osten an die Gemeinde Limassol, im Nordosten an Kato Polemidia, im Norden an Ypsonas, im Westen an Trachoni und im Südwesten an Asomatos. Ein Großteil des Verwaltungsgebiets der Gemeinde gehört zum Territorium der britischen Militärbasis Akrotiri. Das Dorf kann über die Straße E602 erreicht werden.

## Geschichte
Laut einem zypriotischen Zeitungsartikel von 1935 siedelten sich die Tscherkessen in den 1860er Jahren, also um 1864, in der Gegend von Fassouri (einem Gebiet neben Tserkezi) an. Diese Menschen kamen aus Georgien und dem heutigen Russland. Nach der Einführung der russischen Macht in ihrer Region und dem darauf folgenden anhaltenden Konflikt verließen sie massenhaft ihr Land und wanderten in verschiedene Gebiete des Osmanischen Reiches ein, darunter Zypern.
Trotz der Reaktion der griechischen Zyprioten und der französischen und amerikanischen Konsulen auf Zypern erfolgte die Ansiedlung der Tscherkessen um 1864. Sie kauften eine Farm in der Gegend von Fassouri und ließen sich dort nieder. Sie waren etwa 500 Einwohner und in der Landwirtschaft tätig. Das Gebiet dort war ein Sumpf, der zum Tod der Bewohner und ihrem Verschwinden führte. Auch von der Krankheit der Malaria starben die Einwohner.
Das Gebiet fiel in die Hände eines türkischen Grundbesitzers, der in der Gegend Tabak anbaute. Die Siedlung war ein kleiner Teil des Gebiets, bewohnt von türkischen Zyprioten und einer kleinen Anzahl griechischer Zyprioten. Im Laufe der Zeit wurden die griechischen Zyprioten zur Mehrheit, aber die Bevölkerung der Siedlung war immer noch gering.
Tserkezi geriet unter die Kontrolle der Laiki Bank. Anschließend beteiligte sich die CPPC Company (Cyprus Palestine Plantation Ltd, heute bekannt als The Cyprus Phassouri Plantations Co. Ltd) aktiv an der landwirtschaftlichen Entwicklung der Region. David Slonin kam 1933 als Manager der „Fasouri Farm“ nach Zypern. Er wollte das Gebiet von einem Sumpfgebiet in ein Paradies verwandeln, wie er 1934 in einer zypriotischen Zeitung erklärte. 30.000 regionale Zypressen des Fassouri-Gebiets wurden gepflanzt, ebenso wie 25.000 Eukalyptusbäume, die als hydrophile Bäume halfen, die Sümpfe zu entwässern, die es in der Gegend gab. Das Ziel des Unternehmens war es, das sumpfige Land in der Nähe des Limassol Salt Lake produktiv zu nutzen. Seine Hauptaktivitäten waren die Produktion, Verpackung und Vermarktung von Zitrusfrüchten.
Gleichzeitig hatten in der Gegend von Tserkezi die sogenannten „Hilfsprojekte“ begonnen, insbesondere zur Bekämpfung der Malaria durch weitere Austrocknung der in der Gegend vorhandenen Sümpfe, die große Probleme für die lokale Bevölkerung der Gegend verursachten. So entstanden große Farmen. 1940 begann die Firma Distributors in Tserkezi mit dem experimentellen Tabakanbau, wie sie es in den Dörfern Omodos und Vasa Kilaniou in Limassol tat. In den 1940er Jahren kaufte Nikolas Panagi Lanitis Tserkezi.
Im Jahr 2012 wurde ein Referendum (unter den 33 registrierten Wählern) abgehalten, um der Gemeinde in der Nachbargemeinde Limassol beizutreten. Die Mehrheit der Wähler lehnte die Aufnahme in die Gemeinde Limassol ab (14 dagegen, 5 dafür, 1 ungültig).

### Bevölkerungsentwicklung
| Jahr      | 1881 | 1891 | 1901 | 1911 | 1921 | 1931 | 1946 | 1960 | 1976 | 1982 | 1992 | 2001 | 2011 | 2021 |
| Einwohner | 69   | 36   | 36   | 15   | 23   | 29   | 58   | 56   | 60   | 54   | 28   | 58   | 50   | 52   |